# 长青眼鱼
长青眼鱼（学名：Chlorophthalmus oblongus）为青眼鱼科青眼鱼属的鱼类。分布于日本海以及东海、南海等海域，主要生活于暖水性海洋水深100米海区中。该物种的模式产地在Mimase。